# Christian Tein
Christian Tein (pronunciat /teɛ̃/) (Illa Ouen, Mont-Dore, 1968) és un activista polític independentista canac, que va ocupar el càrrec de secretari general adjunt, aleshores comissari polític, de la Unió Caledoniana (UC), una de les formacions històriques del nacionalisme canac i component del Front d'Alliberament Nacional Canac Socialista (FLNKS), i també el de portaveu de la Cèl·lula de Coordinació d'Accions sobre el Terreny (CCAT). L'agost de 2024 va ser designat president del FLNKS per dos dels components d'aquesta aliança, els altres dos -el Partit per l'Alliberament Canac (Palika) i la Unió Progressista Melanèsia (UPM)- no el van reconèixer.

## Biografia
Nascut l'any 1968, prové d'una família molt implicada en la vida consuetudinària i política de Nova Caledònia, implicada històricament dins de la Unió Caledoniana i en l'activisme independentista. Així, és fill d'Emmanuel Tein, gran cap de l'illa Ouen adscrit a la comuna de Le Mont-Dore i elegit com a represtant de la UC al Congrés de Nova Caledònia entre 1985 i 1988. El seu germà gran, Tani Tein, va ser empresonat el 1987 per la seva participació en accions durant «els esdeveniments», una autèntica guerra civil que es va enfrontar als partidaris i contraris a la independència durant els anys vuitanta.

## Carrera política

### Unió Caledònia
Com a secretari general adjunt de la Unió Caledoniana, té un paper crucial en la formulació de les polítiques i estratègies del partit.

### Cèl·lula de Coordinació d'Accions sobre el Terreny (CCAT)
Com a portaveu de la Cèl·lula de Coordinació d'Accions sobre el Terreny, s'ha implicat activament els darrers anys en la mobilització al territori de Nova Caledònia contra el projecte de revisió constitucional àmpliament rebutjat pels separatistes.
A l'agost de 2024 va ser escollit president del FLNKS durant un congrés del Front. No obstant això, aquesta designació no és reconeguda per Palika i la Unió Progressista Melanèsia, dos dels quatre grups membres del FLNKS.

### Càrregues i detenció
Després dels disturbis a Nova Caledònia el maig de 2024, va ser detingut acusat de participar en els disturbis. Actualment, està detingut a la França continental (al centre penitenciari de Mulhouse-Lutterbach) mentre espera el seu judici, mentre nega qualsevol implicació en la violència.
El 3 de juliol de 2024, la sala d'instrucció del Tribunal d'Apel·lació de Nouméa va decidir mantenir-lo en presó preventiva a la França continental. Segons la sentència, la seva presència a Nova Caledònia podria reavivar un ressentiment important entre els milers de víctimes dels disturbis, que van perdre la feina, els seus negocis, la seva llar o els seus éssers estimats perquè no van poder accedir a l'atenció mèdica a causa dels talls de carretera. erigit i mantingut sota les instruccions de Christian Tein pels amotinats.
Els càrrecs contra ell inclouen «complicitat en l'assassinat», «robatori en grup organitzat amb arma», «destrucció organitzada per bandes de la propietat d'altres per un mitjà perillós per a les persones», «participació en una associació delictiva amb la finalitat de preparar un delicte i un delicte» i «participació en un grup format amb l'objectiu de preparar la violència contra les persones o la destrucció de béns».
Segons la fiscalia, els aldarulls del 13 de maig van ser organitzats metòdicament pel CCAT, amb representants veïnals per canalitzar l'acció dels joves dels barris obrers i la responsabilitat de Tein s'evoca a través de declaracions públiques que inciten a la violència i als atacs contra les institucions.

### Defensa i partidaris
Malgrat aquestes acusacions, Christian Tein nega fermament haver donat ordres de cometre abusos, afirmant, al contrari, estar preocupat per l'estat de Nova Caledònia i no pel seu propi destí. Els seus advocats planegen sol·licitar aviat la seva col·locació en una polsera electrònica.
Christian Tein compta amb el suport de diverses personalitats, partits o associacions de Nova Caledònia i de França continental, així com de la base militant de la UC de la qual és molt apreciat. Unes 200 persones es van manifestar a Mulhouse el juny de 2024 per demanar el seu alliberament, destacant la seva creença en la seva innocència i denunciant el que perceben com a injustícia i deportació injustificada.
Tein és respectat pels seus seguidors pel seu «lideratge» que seria «unificador». Es diu que sovint va defensar accions pacífiques. Per exemple, segons informa, va mantenir una posició pública a favor del diàleg i la pau, fins i tot en moments d'alta tensió. Durant una reunió amb senadors, va reafirmar el seu desig de reprendre les discussions per assegurar la supervivència de Nova Caledònia, insistint en la necessitat de restablir el diàleg entre les diferents parts.